# Jānis Šmēdiņš
Jānis Šmēdiņš (31. juli 1987 i Kuldīga i Lettiske SSR) er en lettisk beachvolleyspiller. Han danner makkerpar med Mārtiņš Pļaviņš siden 2008, med hvem han har vundet bronze ved EM i beachvolley 2010 i Berlin, og bronze ved Sommer-OL 2012 i London.
Jānis Šmēdiņš er udnævnt til Officer af Trestjerneordenen.